# Równia (Petite-Pologne)
Pour l’article homonyme, voir Równia (Basses-Carpates).
Równia est une localité polonaise de la gmina de Biecz, située dans le powiat de Gorlice en voïvodie de Petite-Pologne.